# Chiaramonte Gulfi
Chiaramonte Gulfi (in siciliano: Ciaramunti) è un comune italiano di 8 009 abitanti del libero consorzio comunale di Ragusa, in Sicilia.

## Geografia fisica

### Territorio
Chiaramonte Gulfi si trova a 17 km da Ragusa, su una collina a nord rispetto al capoluogo. Il paese si trova ad una quota di 668 m s.l.m. mentre l'altitudine massima del territorio comunale si raggiunge sul monte Arcibessi a 906 m s.l.m. 
Il territorio del comune di Chiaramonte Gulfi è il 5º per estensione (126 km²) all'interno del libero consorzio comunale di Ragusa e comprende un'area che va dai monti Iblei fino alla piana di Vittoria. I corsi d'acqua del comune sono tutti a carattere torrentizio, eccetto il fiume Dirillo, che segna il confine con la Città metropolitana di Catania.

## Origini del nome
Il nome di Chiaramonte Gulfi (Ciaramùnti, in siciliano) si riferisce al conte Manfredi Chiaramonte che, essendo stato creato conte di Modica dal re aragonese Federico III nel 1296, fondò il paese, cui dette il nome del proprio casato, dopo la distruzione di Gulfi, perpetrata nel 1299 dagli Angioini. Chiaramonte, sorta intorno al 1300, fu subito abitata dai pochi scampati all'eccidio di Gulfi. I cittadini di oggi sono chiamati Ciaramuntàni. Il nome dell'antico centro di Gulfi verrà aggiunto a quello ufficiale del comune solo nel 1881, come memoria dell'antica origine del paese.
Quasi tutti gli antichi toponimi sono andati distrutti. L'antico toponimo "Porta di la chaza", cui è subentrato il nuovo "Arco dell'Annunziata", e il toponimo "via della muraglia" mostrano ancora una limitata parte dell'antica cinta muraria.

## Storia
Nel territorio sono diffusamente presenti insediamenti fortificati (castellieri) dell'età del bronzo e del ferro, resti di insediamenti abitati greci arcaici ed ellenistici, testimonianze di epoca romana, bizantina e medievale.
La città venne fondata con il nome di Akrillai dai Siracusani nel VII secolo a.C. Distrutta dai Cartaginesi nel 406 a.C., fu sede di una sconfitta siracusana ad opera delle forze del console romano Marco Claudio Marcello nel 213 a.C. Con la conquista romana prese il nome di Acrillae. Sul territorio comunale è presente anche un abitato ellenistico rinvenuto nella località di Scornavacche, caratterizzato dalla specializzazione nella produzione ceramica. L'abitato, fondato anch'esso dai Siracusani lungo il fiume Dirillo, venne ugualmente distrutto dai Cartaginesi una prima volta nel 406 a.C. e una seconda, dopo la ricostruzione ad opera di Timoleonte, nel 280 a.C. I reperti sono conservati nel Museo archeologico ibleo di Ragusa.
Acrillae sarebbe stata distrutta dagli Arabi del califfo Asad ibn al-Furat nell'827 durante la conquista della parte orientale dell'isola. Gli abitanti fondarono un nuovo abitato alle pendici del monte Arcibessi, che prese il nome di Gulfi', con il significato in arabo di terra amena.

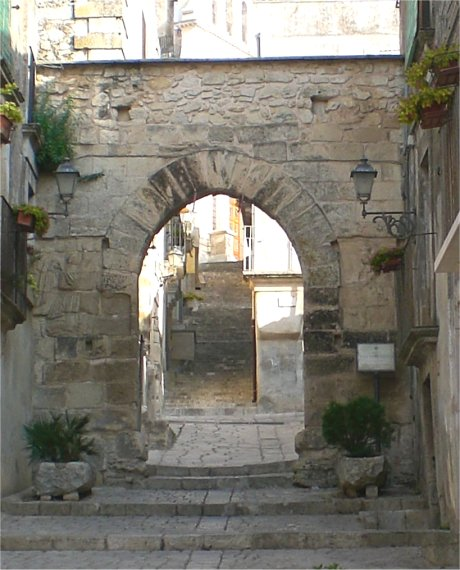
Arco dell'Annunziata, XIV secolo

Ruggero di Lauria durante i Vespri Siciliani assediò e prese Gulfi per gli Angioini nel 1299: l'abitato fu completamente distrutto e fu commesso un eccidio.
Manfredi Chiaramonte, che era stato creato conte di Modica dal re aragonese Federico III nel 1296, fece spostare i superstiti in un luogo più elevato e fortificato, detto "Baglio", attorno a cui sorsero le prime case che fece circondare da mura e all'interno di queste costruì il castello.
Chiaramonte nel 1366 contava 200 famiglie ed il paese si estendeva all'interno delle mura. Nel 1593 il paese si era esteso oltre le mura, principalmente con i quartieri "Burgo" (297 case) e "Salvatore" (258 case). All'interno delle mura il quartiere più antico ("Baglio") era costituito da 278 case e Chiaramonte contava in tutto 5.711 abitanti. In quel tempo, due porte davano l'accesso alla città fortificata: la "Porta di la chaza" a nord e la "Porta di Ragusa" a sud. Chiaramonte aveva una cavalleria che, nel 1614, contava 42 cavalieri armati di spada e archibugio per la difesa della contea di Modica.
Il terremoto del 1693, che colpi un'area compresa fra Catania e Malta, distrusse quasi interamente il paese ed il suo castello. La ricostruzione avvenne sempre sul medesimo impianto medioevale. Nel XVIII secolo gli antichi quartieri di Chiaramonte scomparvero per il fenomeno della sacralizzazione ed il paese fu suddiviso in 4 quartieri con nomi di santi. In una sua minuziosa ricerca, Gianni Morando evidenzia che, nel 1748, quasi la metà del patrimonio di Chiaramonte si trovava nelle mani di 176 religiosi, contro una popolazione di 5.972 laici.

### Simboli
Lo stemma e il gonfalone sono stati concessi con decreto del Presidente della Repubblica Sandro Pertini del 31 maggio 1985.
(Articolo 3, comma 5 dello Statuto comunale)
Nei fatti, Chiaramonte Gulfi utilizza uno stemma dalla differente blasonatura, recante il monte di cinque cime d'argento in campo rosso, emblema della famiglia Chiaramonte, timbrato dalla corona comitale ed accollato ad un'aquila coronata al naturale, tenente tra gli artigli una lista con l'iscrizione Civitas Claramontis, il tutto inserito in uno scudo di argento con ornamenti esteriori da Comune.
(Articolo 3, comma 6 dello Statuto comunale)
Il gonfalone è un drappo di azzurro, con al centro riportato lo stemma del Comune.

## Monumenti e luoghi d'interesse

### Architetture civili
- Arco dell'Annunziata
È una delle porte della cinta muraria di Chiaramonte, chiamata fino al XVIII secolo "Porta di la Chaza" perché confinava con la prima piazza del paese, oggi in parte scomparsa[6].
- Porta di Ragusa
Porta oggi scomparsa, era un'altra delle porte della cinta muraria, da cui si accedeva alle strade per Ragusa e Gulfi, si è perduta la memoria storica dell'ubicazione di questo ingresso che sorgeva nei pressi del "baglio del castello"[6].
- Posterla oggi scomparsa, era situata tra la scalinata che conduce dalla via Guastella alla via Porta.
- Palazzo Montesano, edificio barocco e dimora nobiliare del XVIII secolo, sede di cinque musei.
- Palazzo Comunale, edificio in stile liberty.
- Villa comunale, giardini pubblici in stile italiano con vista panoramica.
- Palazzo Cultrera, Via Nicastro sec. XVII
- Fontane Comunali del Ferriero e della "Fontana" sec. XIX
- Torre di "Mazzarronello" sec. XIV - Contrada Mazzarronello

### Architetture religiose

#### Basilica di Santa Maria La Nova

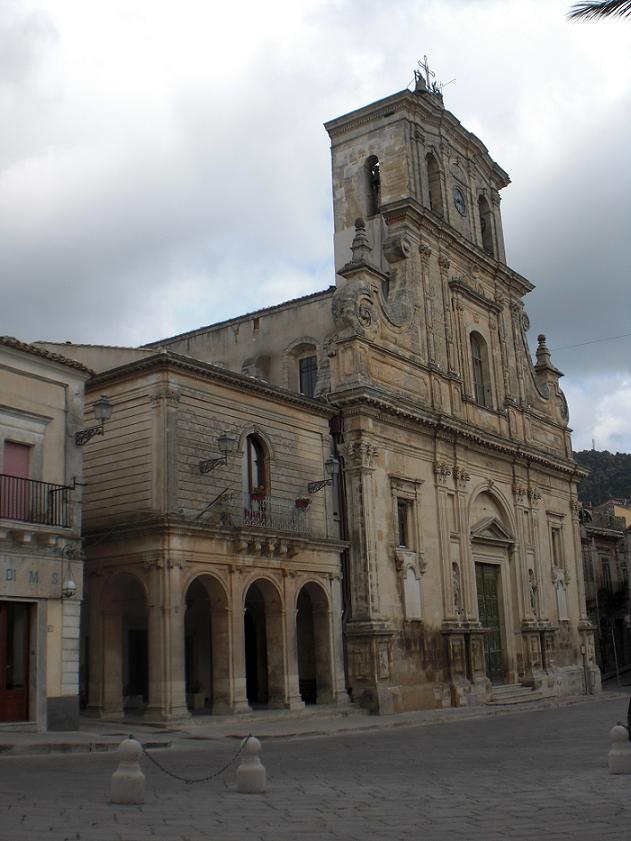
Basilica di Santa Maria La Nova

Chiesa madre, si trova nel centro del paese, fu edificata nel 1450, come si evince da un atto di fondazione. La chiesa costruita inizialmente in stile gotico con archi a sesto acuto e con soffitto in tavole fregiate con arabeschi, in seguito fu trasformata in stile barocco nel 1608. Recentemente per gli ultimi lavori di restauro e riscaldamento, scoperchiando il pavimento del 1909 sono state rinvenute le antichissime sepolture e cripte sottostante la chiesa, non ancora del tutto visitabili poiché in fase di restauro.

#### Santuario della Beata Maria Vergine di Gulfi

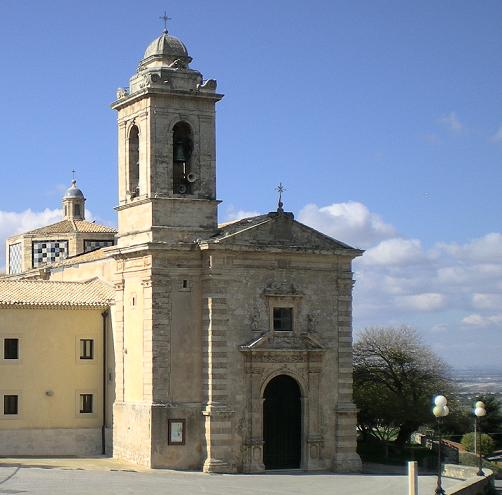
Santuario della Beata Maria Vergine di Gulfi

Detto anche santuario di Santa Maria la Vetere, patrona principale e regina di Chiaramonte Gulfi. Oggi il santuario è meta di pellegrinaggi da ogni parte della Sicilia e luogo ameno per chi voglia accrescere la propria fede in un ambiente trascendentale.

#### Chiesa commendale dell'Ordine Gerosolimitano di San Giovanni Battista
San Giovanni Battista è il protettore della città. La chiesa fu costruita nel XIV secolo dai cavalieri di Malta e annessa alla commenda gerosolimitana di Modica e Randazzo. In essa ha sede una confraternita laicale già esistente nel 1587 dedicata a Maria SS. della Misericordia. La chiesa è a tre navate e in origine era tutta affrescata in stile bizzarro (sono presenti in alcune colonne diverse testimonianze) e il soffitto era di tavole. All'interno opere di un certo pregio fra le quali una tela di scuola caravaggesca ed un'altra attribuita recentemente al Dürer.
Nel 1995 è stato benedetto il nuovo altare e l'ambone in marmo di Carrara con fregi in bronzo dorato opera del professore Gismondi e nel 2000 è stato benedetto il nuovo portone ornato con grandi pannelli in bronzo che raccontano la vita del santo precursore di Cristo, protettore della città.

#### Chiesa di San Vito

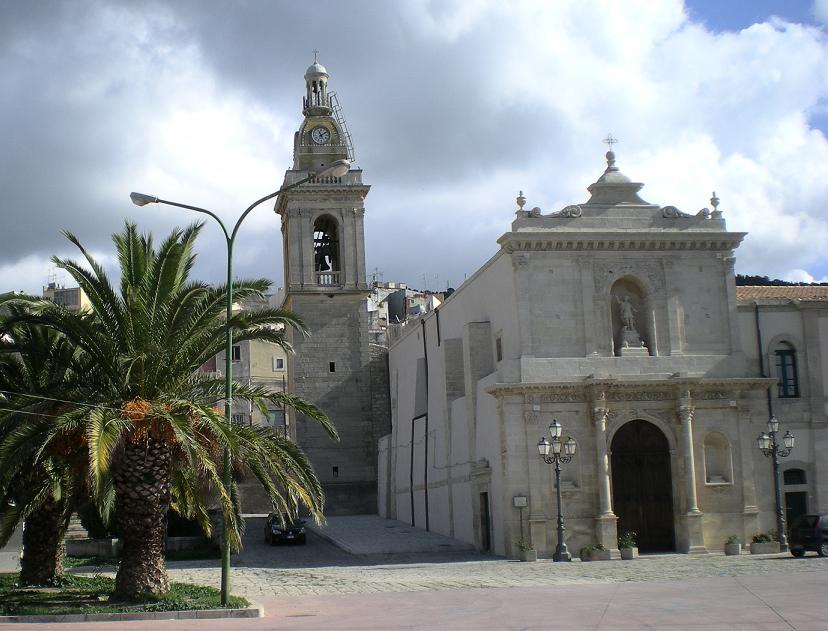
Chiesa di San Vito

San Vito è il patrono del paese. L'edificio è risalente al XVI secolo, Nell'attuale sito o nelle attigue vicinanze esisteva una chiesa dedicata a san Lorenzo, già protettore dell'antica Gulfi unitamente a santa Maria la Vetere. Dal 1500 San Vito fu patrono del paese, ma nel 1550 il patronato principale tornò a santa Maria la Vetere. Nei secoli il tempio, benché di piccole dimensioni, fu abbellito più volte e impreziosito con addobbi e opere d'arte pregevoli, tele e sculture eseguite dai più bravi concittadini.

#### Altri edifici religiosi
- Chiesa di San Filippo, con la cappella del Rosario, all'interno vi si conserva un arco di cappella di scuola Gaginiana, nonché la bella statua di Maria SS del Rosario opera seicentesca in marmo di alabastro.
- Chiesa del Santissimo Salvatore, che si presenta ad una navata. Originariamente era a due navate, andate poi distrutte in seguito al devastante terremoto del 1693. Al suo interno ospita la statua marmorea di pregevole fattura del Salvatore, secondo la tradizione qui giunta insieme a quella della Vergine dei Gulfi. Numerose le statue in essa presenti, da quella di Maria SS. della Mercede a quella di san Sebastiano, san Nicola e san Biagio. In questa chiesa è presente una Confraternita laicale sotto il titolo del SS. Salvatore.
- Santuario della Madonna delle Grazie, situata poco fuori dal paese, all'interno di una pineta. La costruzione, ad una sola navata, risale al XVI secolo. All'interno, in una cappella seicentesca in pietra tenera opera di Simone Mellini, è ospitata una statua marmorea della Madonna dello scultore Luca Maldotto da Messina del 1645.
- Chiesa di San Giuseppe, edificata per volere dei baroni di Montesano nel XVII sec. fu ingrandita ad unica nave e decorata di stucchi dal Gianforma dopo il terremoto del 1693. All'interno pregevole la statua del titolare, opera del chiaramontano Benedetto Cultraro nonché delle statue in pietra del sontuoso abside raffiguranti i santi Anna e Gioacchino, Zaccaria ed Elisabetta. Pregevoli le quattro tele degli altari laterali.
- Chiesa di Santa Teresa d'Avila, risalente al secolo XVII, un tempo annessa al convento delle suore carmelitane scalze. Pregevole il settecentesco altare in legno con custodia e la tela della titolare opera del Chiaramontano Simone Ventura.
- Chiesa di San Silvestro, risalente al secolo XV, è una piccola chiesa caratterizzata da una struttura essenziale, all'interno conserva la statua settecentesca del titolare di autore ignoto.
- Chiesa del Carmelo Sacra Famiglia (già basilica di Santa Maria Maddalena), un tempo annessa al convento dei padri cappuccini di san Francesco. Il convento, dopo la soppressione, fu riacquistato in parte dai frati, una piccola parte fu destinata a casa circondariale. Negli anni venti il convento fu chiuso per mancanza di frati e dopo un decennio fu acquistato dalle suore carmelitane scalze, per interesse della famiglia Montesano. La chiesa fu spogliata dei suoi beni e trasformata all'interno allo stile del tempo.
- Convento di Santa Maria di Gesù, dei francescani minori. Risalente al secolo XVII, il suo interno è arricchito di pregevoli stucchi attribuibili alla scuola del Serpotta i quali si magnificano nell'abside, un tempo culminante dalla grande tela dell'adorazione dei magi, sparita agli inizi del XX secolo. Degno di nota il crocefisso di frate Umile da Petralia Soprana, la cappella del SS. Sacramento, opera settecentesca di Benedetto Cultraro, con la magnifica tela della deposizione della croce opera di Mattia Preti e la custodia, opera recente di ispirazione barocca, del famoso ebanista concittadino Sebastiano Catania. La cappella della titolare arricchita di intarsi in pece e pietra ospita la statua marmorea della vergine opera cinquecentesca di Giuliano Mancino e Bartolomeo Berrettaro.
- Chiesa di Santa Lucia, di antichissima origine; la tradizione vuole che la santa siracusana abbia passato una notte all'interno della grotta poi chiusa agli inizi del XX secolo per volere della famiglia Gafà dall'attuale chiesetta con un elegante prospetto. All'interno una piccola tela della santa siciliana opera di recente fattura del chiaramontano A. Di Vita che sostituisce l'antica sparita dalla Chiesetta circa una ventina di anni fa[non chiaro].
- Calvario, ubicato nel tessuto urbano della città presenta un'elegante struttura degli inizi del XIX sec., è arricchito da sculture settecentesche e seicentesche riciclate da precedenti strutture. Nella stupenda scenografia troneggiano le grandi croci con ai lati le statue dei compatroni san Giovanni Battista e san Vito martire quest'ultima trafugata negli anni settanta.
- Quattro cappelle, grande edicola quadrifronte posta all'ingresso del paese, di stile neoclassico, posta nelle vicinanze del luogo dove sorgeva l'antica chiesa medioevale del SS. Salvatore. L'imponente struttura sacra nasce nel sec. XVIII. per volere del gesuita Antonino Finocchio che per ricordare l'esistenza di quella chiesa fece erigere un'edicola sacra con l'immagine della patrona Maria SS. di Gulfi e del SS. Salvatore, successivamente vennero aggiunte altre tre nicchie con le immagini dei santi Giovanni, Giuseppe e Vito. Nella II metà dell'Ottocento per volere del vicario della commenda gerosolimitana di Modica e Randazzo sac. Gaetano Melfi Fanales dei baroni di San Giovanni fu costruita l'attuale struttura in stile neoclassico, poco più in basso delle antiche ormai fatiscenti, commissionando il disegno al sac. Gaetano Distefano che fu l'autore anche delle icone sostituite nel 1954 dagli attuali bassorilievi in terracotta opera dello scultore Gesualdo Vittorio Nicoletti.

## Società

### Evoluzione demografica

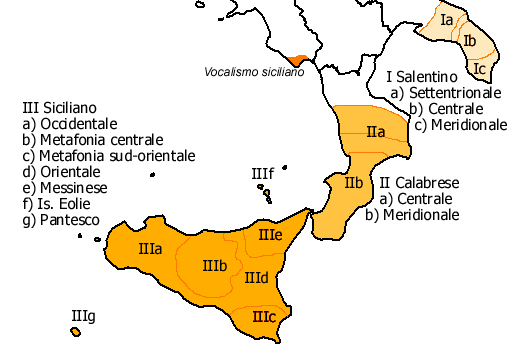
Distribuzione del gruppo siciliano

Abitanti censiti

### Lingue e dialetti
Oltre alla lingua ufficiale italiana, a Chiaramonte Gulfi si parla la lingua siciliana nella sua variante metafonetica sud-orientale. La ricchezza di influenze del siciliano, appartenente alla famiglia delle lingue romanze e classificato nel gruppo meridionale estremo, deriva dalla posizione geografica dell'isola, la cui centralità nel mar Mediterraneo ne ha fatto terra di conquista di numerosi popoli gravitanti nell'area mediterranea.

## Cultura

### Musei
- Museo dell'Olio, Via Montesano.
- Museo Ornitologico, Via Montesano.
- Casa Museo Liberty, Palazzo Montesano.
- Museo di Arte Sacra, Via S. Caterina.
- Museo degli "Strumenti Etnico musicali", Palazzo Montesano.
- Pinacoteca Giovanni De Vita, Palazzo Montesano.

## Eventi

### Feste religiose
- Solennità della Beata Maria Vergine di Gulfi, Patrona Principale e Regina di Chiaramonte Gulfi
La festa inizia la domenica in Albis, ora domenica della Misericordia, la prima dopo Pasqua, con il trasporto a spalle del marmoreo simulacro della titolare, con un cammino della durata di un'ora, dal santuario posto ai piedi del colle ove sorge Chiaramonte sino alla Chiesa Madre, dove entra ed esce più volte. Nel XIII secolo Gulfi fu rasa al suolo dagli Angioini costringendo gli abitanti a spostarsi nel vicino castello dei Conti di Chiaramonte. Nel 1500 circa la Sicilia fu colpita dalla peste e i chiaramontani invocarono San Vito che liberò la cittadina dalla malattia e fu proclamato, per voce di popolo, Patrono della città. Negli anni a seguire fu istituita sia la fiera che la confraternita dedicata al santo; nel 1550 però, per dispaccio diocesano ed approvazione dal viceré di Sicilia, nonché con decreto della Sacra Congregazione dei Riti, fu rieletta patrona principale la Beata Vergine di Gulfi. I documenti di questa elezione, confermata poi nel 1664 dal re Filippo IV di Spagna e riconfermata il 6 maggio 1954 con l'incoronazione del Capitolo Vaticano, si conservano negli archivi diocesani di Siracusa e Ragusa e al santuario. Il 6 maggio 2004, in occasione del 50º anniversario dell'incoronazione, è stata offerta alla Vergine Santa una chiave d'oro, simbolo del secolare patrocinio. Sull'arma del comune infatti è posto, sopra cinque monti inquartati su sfondo rosso, il monogramma mariano, il tutto posto sul petto di un'aquila.
- Processione della Reliquia del Santo Capello di Maria SS.
La festa ha luogo nella III domenica di Pasqua in occasione dei festeggiamenti della Patrona Principale Maria SS. di Gulfi. Nella mattinata dalla Chiesa di San Giuseppe inizia una solenne Processione con tutte le Confraternite in Abito Solenne che dopo il giro di tutte le strade del comune termina in Chiesa Madre con la solenne celebrazione Eucaristica e la benedizione con la reliquia della vergine Maria. Questa processione un tempo era la più ricca e sentita, nella quale venivano rappresentati tutti i misteri del Santo Rosario e il martirio di tanti Santi. negli ultimi anni vi è un tentativo di ripristino che si incrementa di anno in anno.
- Festa del Patrocinio di Nostra Signora di Gulfi, Patrona Principale e Regina del paese.
Si festeggia l'11 gennaio, a ricordo del terribile terremoto del 1693, dove come tutti i comuni della Sicilia orientale si ringrazia il Santo Patrono.
- Quindicina dell'Assunta, nel santuario di Gulfi
Inizia il 1º agosto e termina il giorno 15 dello stesso mese, data storica della festa della Patrona Beata Maria Vergine di Gulfi. Ogni giorno si svolge un sentito e partecipatissimo pellegrinaggio a pieni lungo 4 km per raggiungere il santuario ed assistere alla messa solenne dell'aurora in onore della Patrona, alle prime luci dell'alba, mentre la sera si allestiscono in paese le cappelluzze, altarini addobbati con l'effigie della Vergine; al passaggio della banda si cantano le litanie e gli inni alla Vergine e si tengono quindi giochi o sorteggi. Il 14 agosto, vigilia della festa, si tiene la fiera del bestiame.
- Festa di San Giovanni Battista, Protettore del paese.
Si celebra con grande concorso di popolo dal 21 al 24 giugno. È organizzata dalla Confraternita di Maria SS. della Misericordia in San Giovanni Battista. Nei primi due giorni si svolgono concerti e spettacoli in piazza Duomo. Il 23 giugno, vigilia della festa, la chiesa è meta di pellegrinaggi da parte dei devoti, alcuni scalzi, che portano al santo ex voto e grossi ceri. Tradizionale l'uso di indossare il cosiddetto voto, ovvero un abitino di colore rosso guarnito di bianco. In tarda serata, dopo l'omaggio da parte del sindaco e delle autorità civili e militari, vi è la "svelata" del simulacro del Santo, seguita dalla sacra rappresentazione della sua vita in piazza Duomo. La chiesa rimane aperta per tutta la notte per il continuo afflusso dei pellegrini. Il 24 giugno, giorno della Solennità del Precursore di Cristo, si susseguono sin dalle prime luci dell'alba le messe, durante il Pontificale è usanza che il Sindaco rinnovi la Consacrazione della Città al Santo Protettore, mentre nel primo pomeriggio la statua viene portata a spalla al centro della chiesa per la venerazione e l'offerta dei bambini. In tarda serata la confraternita di San Vito porta in trionfo al Battista un grande cero ornato di fiori e subito dopo vi è la sciuta (uscita) del simulacro, accolto in piazza dal popolo e da migliaia di nastrini di carta colorati, detti nzareddi lanciati dai piani alti della facciata e dall'incessante fragore dei mortai. Segue quindi la processione, cui inoltre partecipano tutte le confraternite e le autorità civile e militari. Il lungo percorso tocca le varie chiese cittadine. La festa termina con uno spettacolo pirotecnico. Il giorno di ottava della festa (1º luglio) vi è la caratteristica processione eucaristica per le vie del quartiere medioevale della città: particolari le edicole votive addobbate lungo il tragitto. Al termine dopo la benedizione eucaristica impartita a tutta la città, vi è la velata del simulacro del Protettore.
- Festa di San Vito martire, Patrono del paese 
Ha luogo nell'ultima domenica di agosto. Anticamente la festa esterna veniva celebrata il 15 giugno, poi nel 1832, per venir contro le esigenze del popolo impegnato nei lavori di campagna (che fu chiamato a scegliere quale tra le festa di San Vito e San Giovanni, molto vicine tra di loro, si dovesse trasferire ad altra data) i chiaramontani stabilirono che la festa di San Giovanni per l'immensa devozione restasse il 24 giugno mentre la festa di San Vito si spostasse alla domenica successiva, il 15 di agosto, poi di recente trasferita all'ultima domenica dello stesso mese.  Inizia il giovedì precedente con il trasporto del simulacro di S. Vito, il quale viene portato in Chiesa Madre per il solenne triduo. Degno di nota è l'omaggio del cero da parte della Confraternita di San Giovanni, usanza iniziata proprio nel 1832 a seguito dello spostamento della festa. La processione domenicale si inerpica per le vie cittadine visitando tra l'altro le numerose chiese tra le quali quella di S. Giovanni ove sosta per qualche istante, si conclude con uno spettacolo pirotecnico.
- Festa di Maria Santissima delle Grazie. 
Ha luogo in concomitanza con la novena dello Spirito Santo, dal santuario omonimo sito ai piedi del monte Arcibessi viene portata a spalla, nella domenica dell'Ascensione di N.S.(originariamente il giovedì data la festività) in città la statua marmorea della Vergine Maria, opera risalente al 1645 dello scultore Cola Maldotto da Messina, che sosta dapprima nei pressi del Cimitero per la benedizione delle anime dei defunti, successivamente fa tappa nella chiesa di San Giovanni Battista e infine quindi nella Chiesa Madre, dove verrà esposta per nove giorni. Al termine della festa viene riportata nella propria chiesa.
- Festa del Santissimo Salvatore. 
È organizzata dalla confraternita omonima nella domenica successiva al 6 agosto, con processione serale del simulacro, Dapprima la festa esterna veniva fatta con cadenza triennale con la sola processione per le vie del quartiere del SS. Salvatore, ma già dagli anni '60 la stessa avviene annualmente con la processione serale per le vie principali della cittadina.
- Settimana Santa
Le cui protagoniste sono la confraternita del Santissimo Sacramento, di San Vito, di Maria Santissima della Misericordia & San Giovanni Battista, di San Filippo & SS. Rosario e del Santissimo Salvatore, le quali nei giorni di lunedì e martedì si recano a turno in Chiesa Madre le solenni quarant'ore. Il mercoledì santo viene portata in processione la statua del Cristo alla colonna dalla chiesa di San Giovanni, da parte dell'omonima confraternita; il giovedì santo, giorno di massimo splendore per le confraternite del comune originariamente vede la partecipazione delle stesse alla processione ed all'esposizione solenne del Santissimo all'Altare della Reposizione (Sepolcro), coi propri stendardi, vessilli, confrati con indosso i preziosi pettorali ricamati in seta e oro, celebrazione che si svolge solennemente ma in tono leggermente minore in San Giovanni, in Santa Maria di Gesù e nella Chiesa del Carmine-Sacra Famiglia; il venerdì santo si cantano "le Sette Spade" nella chiesa madre e subito dopo vi è la sacra rappresentazione seguita dalla processione di tutte le confraternite col le statue dell'Addolorata e del Cristo morto, un tempo vi era la Sacra Rappresentazione della discesa della Croce.
- Festa di San Raffaele Arcangelo, nella Chiesa di S. Giovanni Battista
In occasione della festa liturgica, si espone la statua dal 26 al 29 settembre, con spettacolo pirotecnico e musica della banda in serata. Un tempo vi si svolgeva in concomitanza la fiera del bestiame.
- Festa di Sant'Antonio
Ha luogo il 13 giugno, con la distribuzione del pane benedetto nella chiesa dei francescani riformati.
- Festa di Santa Lucia
Ha luogo il 13 dicembre, ed era un tempo festeggiata con la processione della statua che oggi viene esposta nel Duomo per il triduo Solenne. Particolare il pellegrinaggio alla chiesetta rupestre di Santa Lucia alle pendici del monte Arcibessi, dove, secondo la tradizione, la santa avrebbe passato una notte. Tradizionale la benedizione di piccoli pani votivi a forma di occhi e di palme distribuite al popolo, e l'uso antico di mangiare la cuccià, ovvero grano lesso condito con olio oppure ricotta dolce o salata.
- Festa di San Sebastiano
Celebrato il 20 gennaio, veneratissimo dal popolo Chiaramontano, si festeggia nella chiesa del Santissimo Salvatore, preceduta da un triduo di preparazione, un tempo in anni alterni, vi era la processione del simulacro posto in un artistico fercolo, l'ultima è avvenuta nel 1979. Oggi invece si celebra solo la festa liturgica che vede la partecipazione del Corpo di Polizia Municipale, di cui il Martire Sebastiano è il protettore, e che si conclude con un piccolo spettacolo pirotecnico e l'esibizione della banda musicale. Il culto al Santo si corona con un tradizionale pellegrinaggio notturno di quasi tutta la popolazione nella città di Melilli nel libero consorzio comunale di Siracusa per la festa del 4 maggio.
- Festa di San Biagio
Viene invocato dai fedeli per i problemi di gola e dell'apparato respiratorio, si festeggia nella chiesa del Santissimo Salvatore, preceduta da un triduo di preparazione.
- Festa di San Nicola
Si celebra il 6 dicembre nel quartiere nuovo, alle pendici della città antica, denominato "Villaggio Gulfi". Il giorno della festa vi è la processione, terminata da uno spettacolo pirotecnico. La stessa si celebra anche nella chiesa del SS. Salvatore ove è presente una statua lignea proveniente dalla ex Chiesa di Maria SS Annunziata e vi è un triduo di preparazione.
- Festa di san Giuseppe
Celebrata il 19 marzo, è preceduta da una settimana di preparazione; un tempo vi era la vendita all'asta dei doni offerti al Santo, in particolar modo i cuccidati del Patriarca; vi erano anche le cene, ormai scomparse.
- Festa di san Filippo d'Agira
Celebrata 12 maggio nella propria chiesa preceduta da un triduo di preparazione.
- Festa di Maria SS. del Rosario
Celebrata nella Chiesa di San Filippo d'Agira in tutto il mese di ottobre celebrazioni religiose.
- Feste liturgiche minori
  - Il 9 febbraio, festa di Sant'Apollonia nella Chiesa di San Giovanni.
  - II venerdì antecedente la Pasqua, festa dell'Addolorata nella Chiesa madre e in San Giovanni.
  - Il 16 luglio, Madonna del Carmine nella Chiesa omonima e in san Vito.
  - Il 4 ottobre, san Francesco, celebrata nella Chiesa di Santa Maria di Gesù.
  - L'8 dicembre, festa dell'Immacolata Concezione nella Chiesa Madre, un tempo vi era la Processione
  - Il 31 dicembre, festa di san Silvestro nella Chiesa omonima.

### Manifestazioni
- Carnevale Chiaramontano, sfilata di carri, febbraio.
- Coppa Monti Iblei, gara automobilistica (crono scalata) che nel 2009 è giunta alla 49ª edizione, a settembre.

## Economia

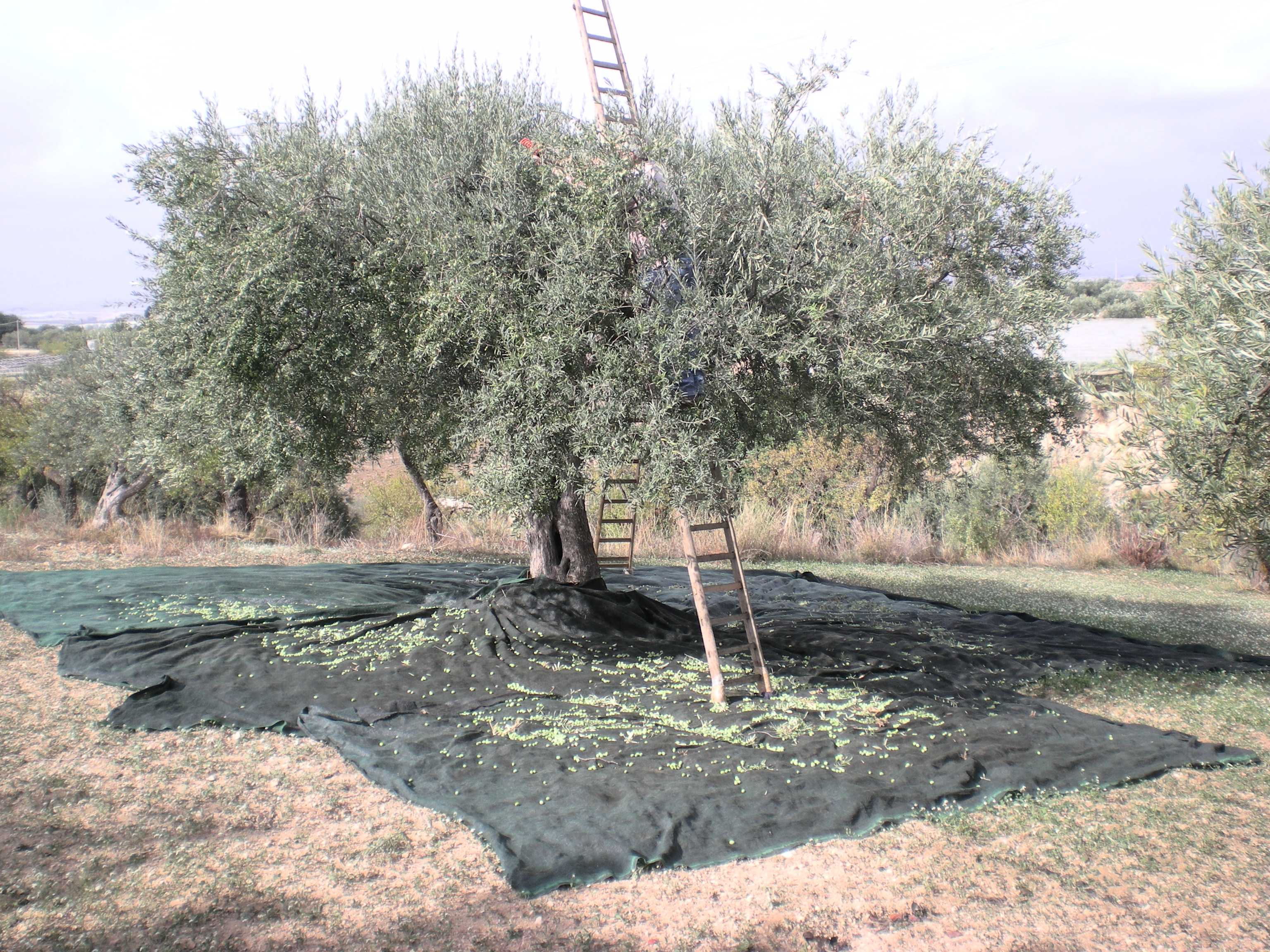
La raccolta delle olive nelle campagne di Chiaramonte Gulfi.

L'attività principale è quella del settore agricolo, sia come produzione diretta, sia come trasformazione dei prodotti. La produzione consiste principalmente in ortaggi, mandorle e olive. Viene praticato l'allevamento dei maiali e la trasformazione della carne suina in salumi tipici (principalmente la salsiccia).

### Viticoltura
Le uve da tavola prodotte nel territorio di Chiaramonte Gulfi fanno parte dell'Uva da tavola di Mazzarrone a cui è stato attribuito il marchio di origine IGP, mentre le uve destinate alla vinificazione vengono anche impiegate per la produzione del Cerasuolo di Vittoria, che è un vino a Denominazione di Origine Controllata e Garantita.

### Olivicoltura
Il territorio di Chiaramonte Gulfi è anche ricco di oliveti ed oleifici che ricadono nel comprensorio del 'Consorzio D.O.P. Monti Iblei' che tutela e garantisce l'eccellente qualità dell'Olio Extravergine di Oliva prodotto nell'area dei Monti Iblei. L'olio di oliva della zona ha vinto numerosi premi internazionali confermandosi uno tra i migliori oli del mondo.

### Industria
La piccola zona industriale dove sono presenti industrie artigianali per la produzione di scarpe, sedie, carpenteria metallica si sta sviluppando a valle del paese, lungo la SP.7 che porta alla SS 514 (Strada a scorrimento veloce) che mette in comunicazione Ragusa e Catania.

## Infrastrutture e trasporti

### Strade
Il paese è collegato a Ragusa dalla SP.10 e a Comiso dalla SP.7. L'arteria stradale più importante che attraversa il territorio comunale è la Strada statale 514 di Chiaramonte che va dal capoluogo ibleo a Catania.

### Ferrovie
Chiaramonte Gulfi fu servita dalla Ferrovia Siracusa-Ragusa-Vizzini fino al 1949, anno in cui fu chiusa la tratta Bivio Giarratana - Ragusa. La stazione di Chiaramonte Gulfi si trova a 3 km dal paese ed è stata convertita in un'attività commerciale durante gli anni '90.

### Aeroporti

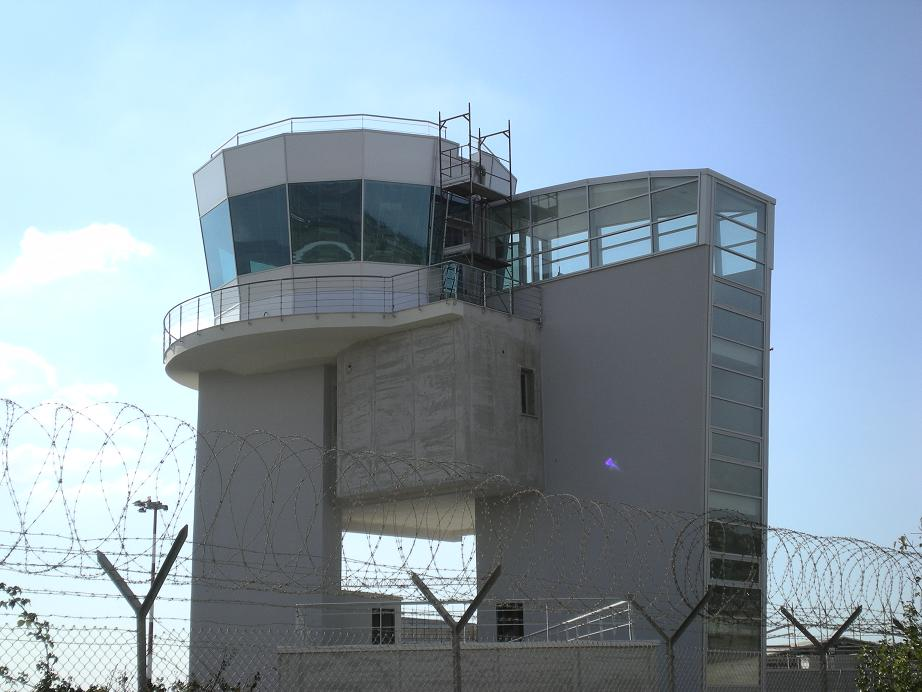
La torre di controllo del nuovo aeroporto.

- L'aeroporto più vicino è l'aeroporto "Pio La Torre" di Comiso che dista 12 km dal paese. Durante gli anni 2004-2008 l'aeroporto è stato riconvertito a civile da militare ed allo stesso tempo si è provveduto ad allungare la pista che sulla parte nord si trova nel territorio comunale di Chiaramonte Gulfi.

### Mobilità urbana
Il servizio urbano di Chiaramonte è fornito dall'AST che opera un servizio limitato ad una linea che unisce Chiaramonte al suo quartiere di espansione Villaggio Gulfi.

## Amministrazione
Di seguito è presentata una tabella relativa alle amministrazioni che si sono succedute in questo comune.
| Periodo          | Periodo          | Primo cittadino     | Partito                         | Carica              | Note   |
| ---------------- | ---------------- | ------------------- | ------------------------------- | ------------------- | ------ |
| 23 maggio 1989   | 28 giugno 1990   | Ignazio Gafà        | Democrazia Cristiana            | Sindaco             | [ 15 ] |
| 6 luglio 1990    | 5 novembre 1992  | Paolo Calabrese     | Democrazia Cristiana            | Sindaco             | [ 15 ] |
| 8 aprile 1993    | 22 novembre 1993 | Angelo Politi       |                                 | Comm. straordinario | [ 15 ] |
| 8 dicembre 1993  | 1º dicembre 1997 | Sebastiano Gurrieri | Partito Socialista Italiano     | Sindaco             | [ 15 ] |
| 1º dicembre 1997 | 28 maggio 2002   | Sebastiano Gurrieri | lista civica                    | Sindaco             | [ 15 ] |
| 28 maggio 2002   | 15 maggio 2007   | Giuseppe Nicastro   | lista civica                    | Sindaco             | [ 15 ] |
| 15 maggio 2007   | 11 maggio 2012   | Giuseppe Nicastro   | lista civica                    | Sindaco             | [ 15 ] |
| 11 maggio 2012   | 10 giugno 2017   | Vito Fornaro        | lista civica                    | Sindaco             | [ 15 ] |
| 10 giugno 2017   | 21 marzo 2022    | Sebastiano Gurrieri | lista civica                    | Sindaco             | [ 15 ] |
| 5 maggio 2022    | 17 giugno 2022   | Giovanna Cassarino  |                                 | Comm. straordinario | [ 15 ] |
| 17 giugno 2022   | in carica        | Mario Cutello       | lista civica di centro-sinistra | Sindaco             | [ 15 ] |

### Gemellaggi
Il comune è gemellato con Clermont sull'Oise (Francia), luogo di origine del fondatore del paese, il conte Manfredi Chiaramonte.